# Marc Juni Brutus
|  | Per a altres significats, vegeu «Marc Juni Brutus (desambiguació)». |

Marc Juni Brutus (llatí: Marcus Junius Brutus)  (valor desconegut, c. 85 aC - Filipos, 23 d'octubre de 42 aC) va ser un patrici romà conegut per l'assassinat de Juli Cèsar. Fou fill de Marc Juni Brutus i de Servília Cepiona. En la guerra entre Pompeu i Cèsar es va posicionar a favor del primer, però quan Cèsar el va capturar li va perdonar la vida. Malgrat tot, Brutus va participar en la conspiració dels assassins de Cèsar, motiu pel qual també és conegut com a Marc Juni Brutus el Tirannicida. En veure la derrota dels tirannicides a la Batalla de Filipos contra Octavià i Marc Antoni, es va suïcidar.
De vegades hom el confon amb Dècim Juni Brutus, que també va ser un dels assassins de Cèsar.

## Origen familiar
Va néixer la tardor del 85 aC i fou adoptat pel seu oncle Quint Servili Cepió abans del 59 aC i des de llavors fou conegut també com a Quint Cepió Brutus. Del seu oncle va heretar més tard una enorme fortuna. El seu pare va morir el 77 aC i fou educat per la mare. Cató d'Útica fou el seu model polític, tot i que no va tenir les seves virtuts morals.

## Els precedents polítics i militars

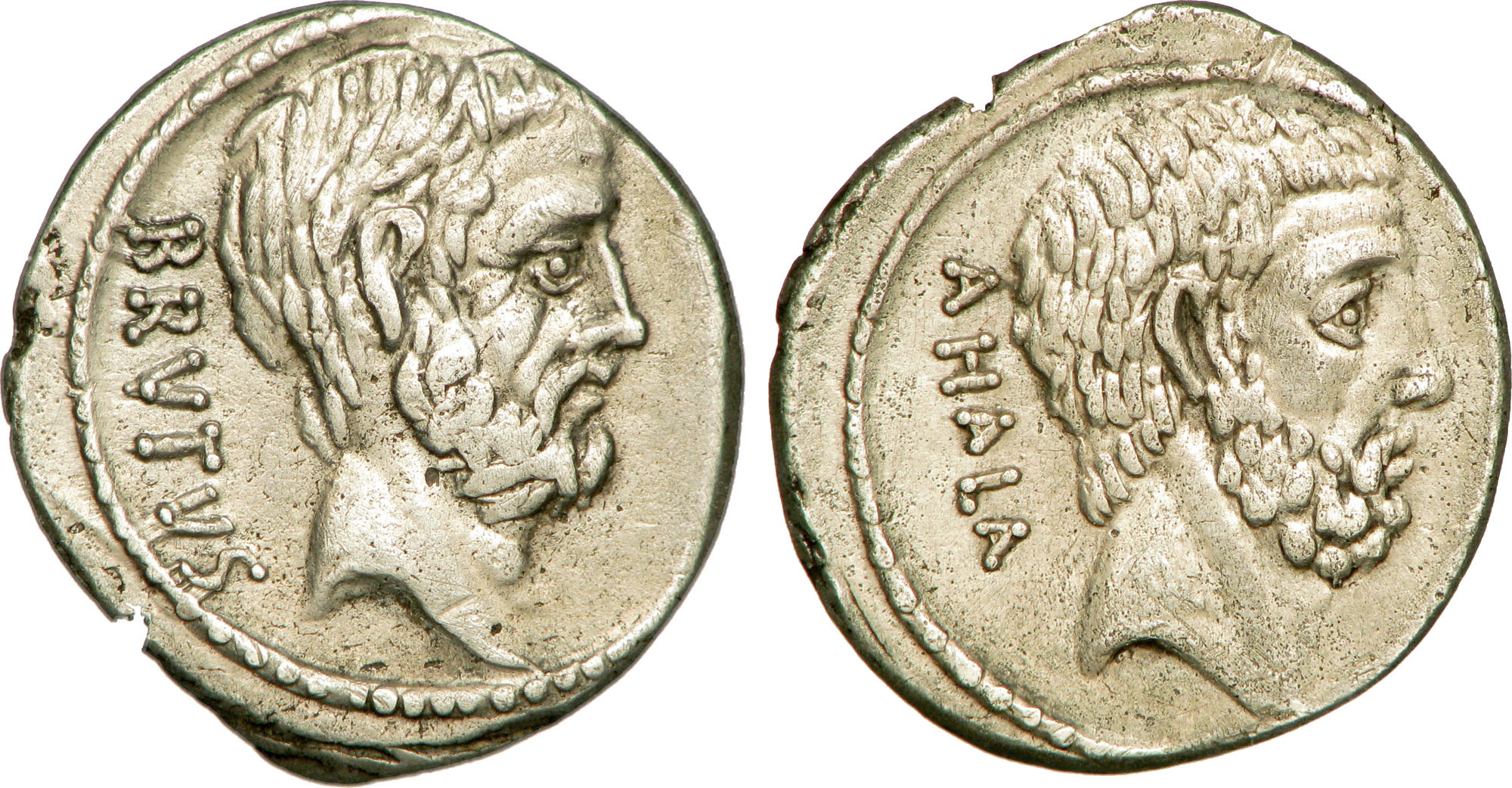
Moneda que representa Marc Juni Brutus encunyada per ell mateix, i el seu suposat ancestre heroic Servili Ahala

El 59 aC Juli Cèsar fou cònsol, i va voler silenciar els republicans; així, Luci Veti (aconsellat pel tribú Publi Vatini) va denunciar Brutus com a còmplice d'una conspiració contra la vida de Pompeu, però no es va poder demostrar res, atès que era innocent.
El 58 aC, Cèsar va voler enviar fora de Roma alguns republicans destacats, i Cató d'Útica fou enviat a Xipre. Brutus va començar la seva carrera política al costat de Cató, a qui va acompanyar en el seu govern de Xipre (58 aC). Quan va tornar, un temps després, no va participar en la política ni va donar suport a cap partit.
El 53 aC va acompanyar Api Claudi Pulcre, amb la filla del qual, Clàudia, estava casat, a Cilícia, i fou el seu qüestor; en aquesta província, si bé no va espoliar els provincials, sí que va deixar préstecs a un alt interès i es va enriquir.
Va tornar a Roma el 51 aC i fou durant la seva absència quan Ciceró va defensar Miló. Brutus va fer avinent que Miló no mereixia cap càstig sinó una recompensa per haver mort Clodi. Ciceró fou precisament el successor d'Api Claudi a Cilícia, i li va gestionar uns afers de diners que Brutus havia deixat pendents allí, però sense permetre la usura, amb la qual cosa Brutus no va guanyar els diners esperats. El 50 aC, Api Claudi fou acusat, i Brutus el va defensar i va aconseguir que fos absolt.
Quan va esclatar la guerra civil el 49 aC entre Cèsar i Pompeu, Brutus es va ajuntar a la banda més conservadora del senat romà (els optimats) i es va oposar al triumvirat que van formar Juli Cèsar, Marc Licini Cras i Gneu Pompeu Magne, car Pompeu havia fet matar el seu pare durant la dictadura de Luci Corneli Sul·la.
No obstant això, en esclatar la guerra civil, va esdevenir partidari de Pompeu, igual com va fer Cató. Cató va anar a Cilícia amb Publi Sesti, però Brutus no els va acompanyar. El 48 aC es va distingir als combats de Dirràquium, i Pompeu li va donar mostres d'agraïment. A Farsàlia, Cèsar va estar a punt de matar Brutus, qui es va salvar segurament perquè la seva mare ho va demanar a Cèsar.
Brutus va fugir a Larisa, però no va seguir pus a Pompeu i va escriure una carta a Cèsar demanant el seu perdó, que li fou generosament concedit i encara el va convidar a reunir-se amb ell. Brutus va obeir, i va informar Cèsar de la fugida de Pompeu cap a Egipte. També li va permetre retirar-se de la guerra per no haver de lluitar contra els seus antics amics, i va romandre durant un temps a Grècia, o a Roma, dedicat a la literatura. El 47 aC es va reunir amb Cèsar a Nicea de Bitínia i va intercedir per un amic del rei Deiòtar I de Galàcia, però Cèsar va refusar concedir el que demanava.
El 46 aC fou nomenat governador de la Gàl·lia Cisalpina, tot i que no havia estat abans ni pretor ni cònsol, i va continuar servint a Cèsar fins i tot quan aquest va fer la guerra a alguns dels parents de Brutus a l'Àfrica (46 aC). El seu govern a la Cisalpina fou molt popular: hom li va aixecar algun monument, i el mateix Cèsar es va mostrar satisfet. Com que la província no estava afectada per la guerra, es va dedicar a estudiar.
El 45 aC el va succeir en el govern Gai Vibi Pansa, però no va tornar de seguit a Roma. Per alguns detalls, les relacions amb Ciceró es van refredar. Degué ser llavors quan Brutus va repudiar Clàudia i es va casar amb Pòrcia, la filla de Cató.
El 45 aC quan Cèsar va tancar la seva campanya a Hispània, Brutus va anar des de Roma per trobar-lo i junts van entrar a la ciutat el mes d'agost.
El 44 aC fou nomenat pretor urbà. Cassi, que volia obtenir el càrrec de pretor i no el va aconseguir, estava enfadat amb Cèsar i amb Brutus. Aquest darrer va rebre la promesa de Cèsar del govern de Macedònia, i probablement el consolat durant alguns anys. Ja llavors, Brutus estava en contra de la dictadura de Cèsar pels seus principis republicans, però no ho deixava entreveure i acceptava els seus favors i les magistratures que Cèsar determinava.

## L'assassinat de Cèsar
Quan Cèsar va derrotar Pompeu el jove a la batalla de Munda i es va nomenar dictador vitalici, Brutus, mitjançant Cassi, que el va convèncer, es va unir als conspiradors que van assassinar Cèsar durant una sessió del senat celebrada al teatre de Pompeu, en les Idus de març del 44 aC (15 de març del 44 aC).
Després del crim, va anar al fòrum per adreçar-se al poble, però no va trobar suport. Brutus havia insistit que no s'assassinés ningú més, i es va beneficiar de l'indult concedit pel Senat romà als conspiradors per iniciativa de Ciceró i amb el consentiment de Marc Antoni (una jugada de Marc Antoni per obtenir la promulgació de les lleis julianes). Els assassins es van tancar a la ciutadella del Capitoli, temerosos de la reacció dels ciutadans. Brutus va ser un dels negociadors per la banda dels assassins amb Marc Antoni per l'altra banda. A Brutus li van prometre que rebrien tot allò que Cèsar havia disposat per a ells, i els dos partits estaven aparentment reconciliats; però els preparatius de Marc Antoni pel funeral de Cèsar, amb l'assalt del poble a les cases dels conspiradors, van deixar clar que Marc Antoni volia el poder en lloc del mort.
Brutus es va retirar a l'interior del país i va organitzar uns Jocs d'Apol·lo esplèndids al juliol, esperant segurament guanyar el favor del poble, però com que fou Antoni qui va assolir el control, va sortir en vaixell cap a Atenes el setembre amb la intenció de prendre possessió de la província de Macedònia que Cèsar li havia confiat. A Atenes va rebre una gran quantitat de diners del qüestor Marc Apuleu, recaptats a l'Àsia. El senat, però, va adjudicar Macedònia a Marc Antoni, i Brutus no en va poder prendre possessió. Antoni en va cedir el govern, el desembre, a son germà el pretor Gai Antoni, però abans de l'arribada d'Antoni Brutus ja era allí. Amb el suport de les restes dels pompeians, fou rebut pel governador Quint Hortensi (fill de l'orador) com a successor i legítim governador. Les tropes d'Il·líria i altres legions s'hi van unir, i quan va arribar Gai Antoni no va poder passar de la costa d'Il·líria i va restar assetjat a Apol·lònia al començament del 43 aC, forçat a la rendició.
L'agost del 43 aC, Octavià va obtenir del senat el decret que condemnava els assassins de Cèsar, i fou encarregat de l'execució del decret. Brutus era llavors en guerra contra algunes tribus tràcies, per mitjà de les quals esperava aconseguir diners i botí per als seus soldats. Va prendre el títol d'imperator, que tenia llavors el sentit de 'cap suprem'.
Quan, aviat, es va establir a Itàlia el triumvirat, Brutus es va preparar per a la guerra. Brutus i Cassi no van coordinar prou bé les seves accions, i es van dedicar al saqueig de Rodes i Lícia cercant botí. Carregat de riqueses, Brutus es va trobar amb Cassi a Sardes a començaments del 42 aC, i només la por dels triumvirs va evitar que s'enfrontessin. En canvi, a la mar Jònica, només hi havia una petita flota dirigida per Estaci Murc, que no va poder impedir que les forces dels triumvirs passessin a Grècia.

## La batalla de Filipos
La tardor de l'any 42 aC, Brutus i Cassi van enfrontar-se a la batalla de Filipos, a l'est de Macedònia, contra Marc Antoni i Octavià. Brutus va aconseguir, en un primer enfrontament, derrotar Octavià, però Cassi va ser derrotat per Marc Antoni i, creient que Brutus també havia estat derrotat, es va suïcidar el 3 d'octubre. A la segona batalla de Filipos, tres setmanes després (23 d'octubre), l'exèrcit de Brutus fou derrotat per Marc Antoni, i Brutus també es va suïcidar. El seu cos va ser respectat per Antoni, qui el va cobrir amb la seva capa, i les seves cendres van ser enviades a la seva mare a Roma.

## Llegat
Brutus havia estat casat dues vegades. La seva primera esposa va ser una filla d'Api Claudi, però el seu matrimoni va acabar en divorci cap al 51 aC. Anys més tard, el 45 aC, es va casar amb Pòrcia, filla de Cató, la qual li va donar suport abans i després de l'assassinat de Cèsar. Cap del dos matrimonis li va donar un fill.
Brutus és un personatge controvertit que ha estat vist per uns com un exemple de traïdor i per altres com un home noble que va actuar per principis, ja que es considera que va ser l'únic dels assassins que no va actuar per venjança o gelosia. Així, a La Divina Comèdia, Dante el situa, amb Judes i Cassi, a la boca de Satanàs, que els mastega sense consumir-los; per la seva banda, William Shakespeare el va convertir en l'heroi de la seva tragèdia Juli Cèsar, on és qualificat com «el més noble dels romans».